# 志村由美
志村由美（日语：／ Shimura Yumi，1978年11月30日—），前日本女性聲優，山梨縣出身。I'm enterprise所屬。本名為志村豊子。血型B型，身高138.8公分。
2016年6月30日，於個人網誌上宣佈退出聲優界。

## 代役配音
| 继任者   | 角色名     | 作品             | 继任者的初次演出            |
| -------- | ---------- | ---------------- | --------------------------- |
|          | 长谷川千雨 | 《魔法老师》系列 | 《UQ HOLDER! ~魔法老师 2~》 |
| 影山灯   | 金丝雀     | 《蔷薇少女》系列 | 《》                        |
| 早見沙織 | 皇絢香     | 《》             | 《》                        |

## 主要出演作品
- 粗體字為主要角色

### 電視動畫
2005年
- 魔法老師（長谷川千雨）
- 薔薇少女 彷如夢境（金丝雀）

2006年
- 魔法老師（長谷川千雨）
- 薔薇少女 序曲（金丝雀）

2007年
- KERORO軍曹（バル）
- 蟲之歌（皆川あさみ）

2008年
- 野良耳（カメチョピン）

2013年
- Q弟偵探因幡（荻野若葉）
- 新薔薇少女（金絲雀）

### OVA
- 魔法老師春・夏（長谷川千雨）
- （長谷川千雨）
- 魔法老師OVA 另一個世界（長谷川千雨）

### 剧场动画
- 剧场版 魔法老师！ ANIME FINAL（長谷川千雨）

### 遊戲
- 轉生學園月光錄（南宮京香）
- ：全作品（長谷川千雨）
- アルカナハートシリーズ（廿樂冴姬）
- 魔塔大陸2～少女們於世界中迴響的創造詩～（ココナ・バーテル）
- （紅川蓮）
- 薔薇少女 天使庭園（金絲雀）
- eden*（詩音）
- 白貓Project（鈴音羽月）

## 外部連結
- I'm enterprise的介紹頁（日語）
- 志村由美個人網誌（日語）